# Gladys Taylor
Gladys Taylor (in erster Ehe McCormack, in zweiter Bird; * 5. März 1953 in Jamaika) ist eine ehemalige britische Sprinterin und Hürdenläuferin.
Bei den Olympischen Spielen 1976 in Montreal wurde sie Siebte in der 4-mal-400-Meter-Staffel und erreichte über 400 m das Viertelfinale.
1982 wurde sie bei den Leichtathletik-Europameisterschaften in Athen Fünfte in der 4-mal-400-Meter-Staffel. Bei den Commonwealth Games in Brisbane wurde sie für England startend jeweils Vierte über 400 m und in der 4-mal-400-Meter-Staffel. Im Jahr darauf schied sie bei den Leichtathletik-Weltmeisterschaften 1983 in Helsinki über 400 m Hürden im Vorlauf aus.
Bei den Olympischen Spielen 1984 in Los Angeles wurde sie Vierte in der 4-mal-400-Meter-Staffel und erreichte über 400 m Hürden das Halbfinale.
1984 wurde sie Englische und Britische Meisterin über 400 m Hürden.

## Persönliche Bestzeiten
- 400 m: 52,43 s, 2. September 1984, Birmingham
- 400 m Hürden: 56,72 s, 6. August 1984, Los Angeles